# Giulio Cesare Arrivabene
Giulio Cesare Arrivabene (Mantova, 1806 – Firenze, 1896) è stato un pittore italiano, attivo inizialmente in stile neoclassico, dipingendo soprattutto tele storiche e religiose. È stato attivo anche come ritrattista.

## Biografia
Si formò sotto Luigi Sabatelli presso l'Accademia di Brera. Nel 1833, come studente, produsse un saggio dal titolo Aman in ginocchio davanti a Ester. Nel 1845 partecipò alla decorazione del Palazzo Torlonia a Roma. Dipinse Il divorzio di Enrico VIII, per il marchese Ala Ponzone di Milano, un Cola di Rienzo e l'Italia ai piedi della Vergine (esposto nel 1850 a Torino). Nel 1841 gli venne commissionato dalla famiglia reale dei Savoia un dipinto raffigurante la Riconsacrazione dell'abbazia di Altacomba per il castello di Racconigi.
Dopo 1853 si trasferì a Firenze e si garantì molte commissioni dall'aristocrazia. Dipinse un Enrico IV a Canossa (Accademia Virgiliana, Mantova), Apoteosi di san Leonardo (abside della chiesa di San Leonardo, Mantova), e Imelda de' Lambertazzi (esposto nel 1870 a Parma). Tra le sue opere vi sono Gesù tra i dottori (chiesa di Sant'Egidio, Mantova), Sant'Antonio da Padova rimprovera Ezzelino da Romano (1846, Sant'Andrea, Mantova). La chiesa parrocchiale di Sustinente, dedicata a san Michele Arcangelo, ha un San Michele Arcangelo e Santa Lucia e Filomena dipinti da Arrivabene.